# More Songs About Buildings and Food
More Songs About Buildings and Food (укр. Ще трохи пісень про будівлі та їжу) — другий студійний альбом американського рок-гурту Talking Heads, випущений в 1978 році на Sire Records. Це перший з чотирьох альбомів гурту, спродюсованих Браяном Іно.

## Про альбом
Звучання More Songs… представляє суміш фанку, баблгам-попа, кантрі, реггі та панк-року, приправлене унікальним голосом Девіда Бірна. Альбом був значно більш успішним, ніж дебютний Talking Heads: 77. Він піднявся до № 29 в Billboard 200 і до № 21 в UK Albums Chart. Єдиним синглом з альбому стала кавер-версія «Take Me to the River» Ела Гріна (№ 26 Pop Singles Chart у 1979 році).
Пояснюючи історію походження назви альбому, Тіна Веймут розповідала: «Під час роботи над альбомом я згадала про тих найдурніших дискусіях, що стосувалися можливої назви попереднього альбому. „Ну, і як ми назвемо цей альбом, який взагалі-то, про будівлі і їжу?“ — запитала я. І Кріс сказав: „Ще трохи пісень про будівлі та їжу“».

## Список композицій
Автор музики і слів Девід Бірн, окрім позначених інакше. 
| Перша сторона | Перша сторона                           | Перша сторона |
| #             | Назва                                   | Тривалість    |
| ------------- | --------------------------------------- | ------------- |
| 1.            | «Thank You for Sending Me an Angel»     | 2:11          |
| 2.            | «With Our Love»                         | 3:30          |
| 3.            | «The Good Thing»                        | 3:03          |
| 4.            | «Warning Sign» (Девід Бірн, Кріс Франц) | 3:55          |
| 5.            | «The Girls Want to Be With the Girls»   | 2:37          |
| 6.            | «Found a Job»                           | 5:00          |

| Друга сторона | Друга сторона                                          | Друга сторона |
| #             | Назва                                                  | Тривалість    |
| ------------- | ------------------------------------------------------ | ------------- |
| 7.            | «Artists Only» (Девід Бірн, Вейн Зів)                  | 3:34          |
| 8.            | «I'm Not in Love»                                      | 4:33          |
| 9.            | «Stay Hungry» (Девід Бірн, Кріс Франц)                 | 2:39          |
| 10.           | «Take Me to the River» (Ел Грін, Мейбон «Тіні» Ходжес) | 5:00          |
| 11.           | «The Big Country»                                      | 5:30          |

| Бонус-треки перевидання 2005 року | Бонус-треки перевидання 2005 року                             | Бонус-треки перевидання 2005 року |
| #                                 | Назва                                                         | Тривалість                        |
| --------------------------------- | ------------------------------------------------------------- | --------------------------------- |
| 12.                               | «Stay Hungry (1977 Version)» (Девід Бірн, Кріс Франц)         | 3:45                              |
| 13.                               | «I'm Not in Love (Alternate Version)»                         | 5:15                              |
| 14.                               | «The Big Country (Alternate Version)»                         | 5:01                              |
| 15.                               | «Thank You for Sending Me an Angel ("Country Angel" Version)» | 2:12                              |

## Учасники запису

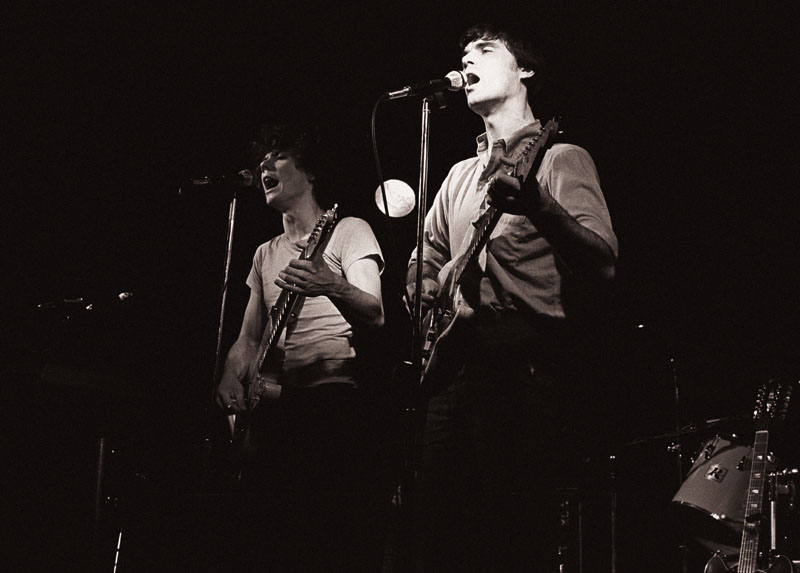
Гаррісон (зліва) і Бірн з Talking Heads в серпні 1978 року в Jay's Longhorn Bar, Міннеаполіс, Міннесота

Talking Heads
- Девід Бірн — гітара, вокал, ударні
- Кріс Франц — ударні
- Джеррі Гаррісон — гітара, клавішні, бек-вокал
- Тіна Веймут — бас-гітара, бек-вокал

Запрошені музиканти
- Браян Іно — клавішні, гітара, ударні, бек-вокал
- Tina & the Typing Pool — бек-вокал в «The Good Thing»

Технічний персонал
- Бенджи Армбрістер — асистент інженера
- Ретт Девіс — звукорежисер
- Джо Гаствірт — мастеринг
- Ед Стазіум — мікшування «Found a Job»